# Herr Bachmann und seine Klasse
Herr Bachmann und seine Klasse (internationaler Titel: Mr Bachmann and His Class) ist ein deutscher Dokumentarfilm von Maria Speth aus dem Jahr 2021. Es handelt sich um das Porträt einer sechsten Schulklasse und ihres Lehrers aus dem hessischen Landkreis Marburg-Biedenkopf, deren Schüler aus zwölf Nationen stammen.
Der Film wurde 2021 in den Wettbewerb der 71. Berlinale eingeladen, bei der die Produktion mit dem Preis der Jury ausgezeichnet wurde. Der Kinostart in Deutschland war am 16. September 2021.

## Inhalt
Im Mittelpunkt des Films steht der Alltag des kurz vor der Pensionierung stehenden Lehrers Dieter Bachmann, der die Klasse 6b der Georg-Büchner-Schule in Stadtallendorf, Mittelhessen, unterrichtet. Dabei handelt es sich um eine Industriestadt mit hohem Anteil an Bewohnern ausländischer Herkunft. Ein Schwerpunkt des Landkreises liegt in der Eingliederung von Aus- und Umsiedlern. Dies spiegelt sich auch in der Zusammensetzung der Klasse 6b an der kooperativen Gesamtschule wider. Herr Bachmann unterrichtet Schüler aus zwölf Nationen im Alter zwischen 12 und 14 Jahren mit verschiedenen Religionen, Sprachen, Kulturen und Bräuchen. Sie befinden sich alle auf der Suche nach ihrer Identität und gleichzeitig werden die Weichen für ihre weitere schulische Laufbahn gestellt. Herr Bachmann will jedem Kind vermitteln, dass es wertvoll ist. Auch achtet er darauf, dass kein Schüler ausgegrenzt wird.

## Hintergrund
Für Maria Speth ist Herr Bachmann und seine Klasse der fünfte Langfilm, den sie realisierte. Das Projekt wurde u. a. finanziell von der Filmförderungsanstalt (67.000 Euro) und HessenFilm und Medien (50.000 Euro) unterstützt.

## Rezeption
Der Film führte den Kritikenspiegel der Fachzeitschrift Screen International zu den Wettbewerbsfilmen der Berlinale 2021 gemeinsam mit dem japanischen Spielfilm Das Glücksrad an (jeweils 3,3 von 4 möglichen Sternen).

## Auszeichnungen
Mit Herr Bachmann und seine Klasse konkurrierte Speth erstmals um den Goldenen Bären, den Hauptpreis der 71. Berlinale. Dort wurde sie mit dem Silbernen Bären, dem Preis der Jury ausgezeichnet.
Beim Berlinale Summer Special im Juni gewann der Film den einmalig vergebenen Berlinale Publikums-Preis für den besten Wettbewerbsfilm.
Im weiteren Verlauf des Jahres 2021 folgten der Firebird Award, Dokumentarfilmpreis auf dem Hong Kong International Film Festival sowie beim Deutschen Filmpreis, 2021, Bester Dokumentarfilm.
Der Publikumspreis des Nuremberg International Human Rights Film Festival 2021, ging ebenfalls an Herr Bachmann und seine Klasse. Im Jahr darauf folgte der Bayerische Filmpreis für den besten Schnitt.